# Линидж

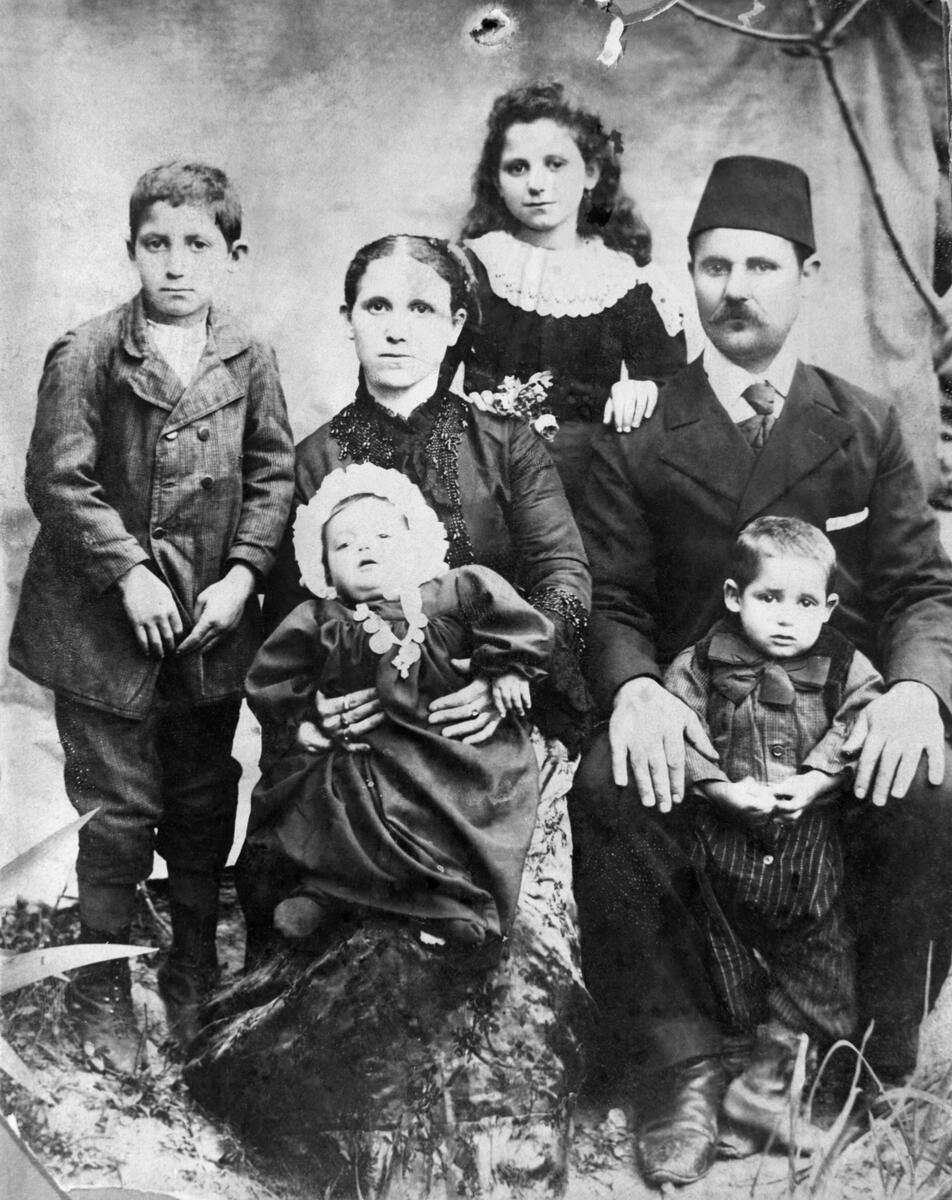
Греческая семья

Ли́нидж (англ. lineage — происхождение, род) — наиболее распространённая в сложных негосударственных (а также архаических государственных) обществах форма устройства родственных объединений, имеющих либо отцовскую, либо материнскую филиацию, основанная на генеалогическом принципе. Все члены линиджа могут проследить свои генеалогические связи друг с другом, ведущие к одному реальному предку.
Различаются линиджи матри- и патрилинейные, малые и большие, максимальные и минимальные. Они часто экзогамны, но не обязательно.
Иногда линидж отождествляют с родом, но это не одно и то же. Род это более широкое понятие, которое охватывает не только линиджи, но и кланы. Иногда линидж отождествляют с патронимией.